# Sociorreproduccionismo
El sociorreproduccionismo o sociorreproduccionismo prepictórico es un método de distribución de arte plástico de carácter democrático y socialista. Su objetivo es igualar la posibilidad de que todo tipo de público pueda hacerse con una obra de arte, sin importar la diferencia de rentas o el poder de ingreso. Fue inventado a finales de 2008 por el escritor y youtuber Jon Illescas, bajo el pseudónimo Jon Juanma. Hasta la fecha se ha realizado con las disciplinas de pintura y grabado. 
El método consiste en que a diferencia de las exposiciones de arte habituales donde el artista vende directamente sus obras originales, en el caso del sociorreproduccionismo, el autor vende unas reproducciones (sociorreproducciones) de las mismas obras a un precio popular junto a una participación en un sorteo que se realiza al acabar la exposición. En este sorteo, el público que comprara al menos una reproducción, tiene la posibilidad de llevarse con el precio que pagó por la reproducción: la obra original sin coste añadido.

## Sistema
El sociorreproduccionismo se desarrolla en varias fases:
1. Una determinada persona del público compra una reproducción de una obra original de la exposición y al hacerlo se lleva una ficha con un número personal (una participación).
2. El último día de la exposición se hace un sorteo donde se sortean un número determinado de obras según los sociorreproduccionistas que compraron al menos una reproducción previamente. El número mínimo se fija por el artista el primer día de la exposición. Así, por ejemplo, se acuerda que cada 50 socioreproduccionistas (y por tanto un mínimo de 50 sociorreproducciones vendidas) se sorteará una obra. Por tanto si hay 100 compradores (sociorreproduccionistas), se sortearán dos obras, si se llega a 150, 3 obras y así sucesivamente.
3. Al producirse el sorteo, todos los asistentes que compraran una o más reproducciones tendrán las mismas oportunidades de llevarse una obra a casa, ya que solo se da una participación por persona, no por reproducciones vendidas. Con esto se persigue que las rentas más altas no tengan más oportunidad de llevarse una obra original, que las de rentas más bajas.

## Estreno
El sistema se inauguró el 19 de diciembre de 2008 en la sede oficial de Izquierda Unida en Orihuela. Y finalizó el 18 de enero de 2009. Previamente se hizo público el llamado "Manifiesto del Sociorreproduccionismo Prepictórico", publicado en diversos medios electrónicos, donde se razonaban las causas para llevarse a cabo y se criticaba el elitismo de gran parte de la historia de la pintura universal, en la cual solo una pequeña élite  disfrutó de la posesión de las obras originales.

## Repercusión
Fue principalmente española y latinoamericana. El dibujante Kalvellido se interesó por el sistema y lo apoyó públicamente declarándose favorable a trabajar con él.